# Onkel-Aloys-Affäre
Die Onkel-Aloys-Affäre gehört zu den Skandalen im Vorfeld der Spiegel-Affäre um den damaligen Verteidigungsminister Franz Josef Strauß. Der Nenn-Onkel der Strauß-Gattin Marianne, Aloys Brandenstein, soll bei Rüstungsgeschäften mit Provisionen bedacht worden und somit zum Millionär geworden sein. Den Höhepunkt fand die Affäre im Jahre 1962 mit dem Artikel „Onkel Aloys“ im Magazin Der Spiegel.
Strauß verklagte in Reaktion auf die Berichterstattung den Spiegel-Chef Rudolf Augstein, dieser wurde vor dem Bundesgerichtshof wegen „im hohen Grade ehrenrührig(er)“ Behauptungen zu einer Schmerzensgeldzahlung an Strauß verurteilt.